# التخطيط السكاني
تعرف عملية التخطيط الإنجابي البشري، بممارسة التحكم المقصود في معدل نمو السكان. نُفذ التخطيط السكاني تاريخيًا، بهدف زيادة معدل النمو السكاني. أدت المخاوف بشأن النمو السكاني العالمي وآثاره على الفقر والتدهور البيئي والاستقرار السياسي في الفترة بين خمسينيات وثمانينيات القرن العشرين، إلى بذل جهود للحد من معدلات النمو السكاني. بدأت بعض البلدان، مثل الصين وإيران وإسبانيا في الآونة الأخيرة، ببذل جهود لزيادة معدلات المواليد مرة أخرى. من الممكن أن يتضمن التخطيط السكاني تدابير لتحسين حياة الناس من خلال منحهم سيطرة أكبر على تكاثرهم، إلا أن بعض البرامج وأبرزها «سياسة الطفل الواحد وسياسة الطفلين» للحكومة الصينية، لجأت إلى تدابير قسرية.

## الأنماط
يمكن تحديد ثلاثة أنماط من أهداف التخطيط السكاني التي تسعى الحكومات لتحقيقها:
1. زيادة معدل النمو السكاني الإجمالي أو التقليل منه.
2. تقليل النمو السكاني النسبي لأقلية أقل تفضيلًا من مجموعة سكانية وطنية أو عرقية، مثل الأشخاص ذوي الذكاء المنخفض أو الأشخاص ذوي الإعاقة. يعد هذا شكل من أشكال تحسين النسل.
3. محاولة ترتيب الأمور بحيث يكون لجميع الفئات السكانية من نوع معين (مثل جميع الطبقات الاجتماعية داخل المجتمع) نفس متوسط معدل النمو السكاني، بدلًا من محاولة التحكم في معدل النمو السكاني في حد ذاته.

## الأساليب
من الممكن أن تكون ممارسة التخطيط السكاني المحددة قانونية/مُقررة في بلد ما، إلا أنها قد تكون محظورة أو غير قانونية في بلد آخر، مما يدل على الجدل الدائر حول هذا الموضوع.

### الحد من النمو السكاني
قد يعزز التخطيط السكاني الذي يهدف إلى تقليل معدلات نمو السكان أو الأقليات واحدة أو أكثر من الممارسات التالية، وقد يفرضها على الرغم من وجود أساليب أخرى:
- تحديد النسل.
- الامتناع الجنسي.
- الحد من معدل وفيات الرضع، بحيث لا يضطر الآباء إلى إنجاب المزيد من الأطفال خوفًا من موت بعضهم وضمان عيش البعض الآخر حتى البلوغ على الأقل.[1]
- الإجهاض.
- التبني.
- تغيير وضع المرأة الذي يؤدي إلى الابتعاد عن التقسيم الجنسي التقليدي للعمل.
- التعقيم.
- سياسات الطفل الواحد وسياسة الطفلين، والسياسات الأخرى التي تقيد الولادات أو تعيقها بشكل مباشر.[2]
- تنظيم الأسرة.[3]
- الهجرة من المناطق الريفية إلى المناطق الحضرية: إنجاب المزيد من الأطفال أكثر إفادة من الناحية المالية (للأسر الزراعية) في المناطق الريفية منه في المناطق الحضرية.
- خلق «نماذج يحتذى بها» من الأسر الصغيرة.
- التغييرات في سياسات الهجرة.
- الحرب (الحروب المُتعمدة تتسبب في خسائر وتقلل عدد السكان).
- التسبب في الأوبئة والجائحات، والتسبب في الأمراض بسبب علاج خطير أو وسائل وقاية مسمومة.
- فرض ضرائب عالية على الآباء الذين ينجبون عدد كبير من الأطفال.
- الهجرة.

يمكن أن تتأثر الأساليب المختارة بشدة بالمعتقدات الدينية والثقافية لأفراد المجتمع. يمكن أن يؤدي فشل الأساليب الأخرى للتخطيط السكاني إلى اللجوء إلى الإجهاض أو وأد الأطفال كحلول.

### زيادة النمو السكاني
قد تشمل السياسات السكانية الهادفة لزيادة معدلات النمو السكاني أو معدلات النمو عند الأقليات ممارسات مثل:
- فرض ضرائب عالية على المتزوجين ممن لم ينجبوا أطفالًا بعد، أو من لديهم عدد قليل من الأطفال.
- مناشدة السياسيين للسكان من أجل زيادة عدد أفراد عائلاتهم.
- إعفاءات ضريبية وإعانات للأسر التي لديها أطفال.
- تخفيف قيود الهجرة و/أو التوظيف الواسع للعمال الأجانب من قبل الحكومة.

## لمحة تاريخية

### العصور الوسطى
بحث العديد من كتّاب العصور القديمة في مسألة السكان. اعتبر الفيلسوف السياسي الهندي تشاناكيا (350-283 قبل الميلاد) السكان مصدرًا للقوة السياسية والاقتصادية والعسكرية. يمكن أن تضم أي منطقة عددّا كبيرًا من السكان، وبنفس الوقت قلة قليلة منهم، إلا أنه اعتبر الخيار الثاني الأكثر شرًا. فضل تشاناكيا زواج الأرامل (الذي كان في ذلك الوقت ممنوعًا في الهند)، وعارض الضرائب التي تشجع على الهجرة، وشجع على اقتصار الزهد على كبار السن.
ناقش كل من أفلاطون (427-347 قبل الميلاد) وأرسطو (384-322 قبل الميلاد) في اليونان القديمة، أفضل حجم سكاني ممكن لدول المدن اليونانية مثل أسبرطة، وخلصوا إلى أن المدن يجب أن تكون صغيرة بما يكفي للإدارة الفعالة ومشاركة المواطنين المباشرة في الشؤون العامة، ولكنها يجب أن تكون في الوقت نفسه كبيرة بما يكفي للدفاع ضد الأعداء المجاورين.
نصح الفلاسفة بتشجيع الإنجاب من أجل الحفاظ على الحجم السكاني المرغوب، وتشجيع الهجرة الداخلية إذا لزم الأمر، عندما يكون حجم السكان صغيرًا جدًا. شُجع على الهجرة الخارجية إلى المستعمرات عندما أصبح عدد السكان كبيرًا جدًا. استنتج أرسطو أن الزيادة الكبيرة في عدد السكان ستجلب «شكلًا من الفقر على المواطنين، والفقر سبب الفتنة والشر». دعا أرسطو إلى وقف الزيادة السكانية السريعة، باستخدام الإجهاض وتعرض الأطفال حديثي الولادة (أي قتل الرُضع).
حذر كونفوشيوس (551-478 قبل الميلاد) وكتاب صينيون آخرون من «إمكانية النمو المفرط في تقليل الإنتاج لكل عامل، وكبح مستويات المعيشة للجماهير وتوليد الصراع». كما لاحظ كونفوشيوس «ازدياد الوفيات عندما تكون الإمدادات الغذائية غير كافية، وأن الزواج المبكر يؤدي إلى ارتفاع معدلات وفيات الأطفال، وأن الحرب تقيد النمو السكاني».
احتاجت روما القديمة، وخاصة في زمن أغسطس قيصر (63 قبل الميلاد-14 بعد الميلاد)، إلى القوى البشرية لاكتساب الإمبراطورية الرومانية الشاسعة وإدارتها. سُنت مجموعة من القوانين لتشجيع الزواج المبكر والولادة المتكررة. يعتبر كل من قانوني ليكس جوليا (18 قبل الميلاد) وليكس بابيا بوبيا (9 ميلادي) مثالين معروفين لهذه القوانين، والتي من بين أمور أخرى، قدما إعفاءات ضريبية ومعاملة تفضيلية عند التقدم لشغل منصب عام لأولئك الذين يمتثلون للقوانين، وفُرضت قيود صارمة على من لم يفعلوا ذلك. يمكن للزوج الباقي على قيد الحياة من زوجين لم يُرزقا بالأطفال أن يرث عُشر ثروة الزوج المتوفى فقط، بينما تستحوذ الدولة على الباقي. واجهت هذه القوانين مقاومة من السكان مما أدى إلى تجاهل أحكامها وإلغائها في نهاية المطاف.
كان ترتليان، وهو مؤلف مسيحي مبكر (حوالي 160-220 بعد الميلاد)، من أوائل الذين وصفوا المجاعة والحرب كعوامل يمكن أن تمنع الزيادة السكانية. كتب: «أقوى شاهد على ذلك هو العدد الهائل من سكان الأرض التي نحمل عبئًا عليها، وبالكاد يمكنها تلبية احتياجاتنا، إذ يسمع الجميع شكوانا ضد عدم كفاية الطبيعة، مع ازدياد مطالبنا. أصبحنا نعتبر ويلات الأوبئة والمجاعة والحروب والزلازل نعمة للدول المكتظة، لأنها تعمل على تقليص النمو الهائل للجنس البشري».
اعتبر ابن خلدون، العالم الموسوعي من شمال أفريقيا (1332-1406)، أن التغيرات السكانية مرتبطة بالتنمية الاقتصادية، وربط معدلات المواليد المرتفعة وانخفاض معدلات الوفيات بأوقات الانتعاش الاقتصادي، وانخفاض معدلات المواليد وارتفاع معدلات الوفيات بالتراجع الاقتصادي. خلص إلى أن الكثافة السكانية العالية مرغوبة أكثر من ارتفاع أعداد السكان المطلقة، لتحقيق تقسيم أكثر كفاءة للعمل وإدارة غير مكلفة.
لم تُناقش القضايا السكانية في أوروبا المسيحية خلال العصور الوسطى بمعزل عن غيرها إلا نادرًا. أيدت معظم المواقف الإنجاب بما يتماشى مع أمر الكتاب المقدس «كن مثمرًا وضاعِف».

### القرنين السادس عشر والسابع عشر
نمت المدن الأوروبية بسرعة أكبر من ذي قبل، وكانت المناقشات حول مزايا النمو السكاني وعيوبه متكررة طوال القرن السادس عشر وأوائل القرن السابع عشر. كتب نيكولو مكيافيلي، الفيلسوف السياسي الإيطالي في عصر النهضة: «عندما تعج كل مقاطعة في العالم بالسكان لدرجة أنهم لا يستطيعون العيش حيث هم ولا يستطيعون الانتقال إلى مكان آخر ...سيطهر العالم نفسه بطريقة أو بأخرى من هذه الطرق الثلاث: الفيضانات والطاعون والمجاعة. خلص مارتن لوثر إلى أن: الله يخلق الأطفال، كما سيتولى إطعامهم».
جادل جان بودان، وهو رجل قانون وفيلسوف سياسي فرنسي (1530-1596)، بأن الزيادة في عدد السكان تعني المزيد من الإنتاج والمزيد من الصادرات، مما يؤدي إلى زيادة ثروة البلد. أكد جيوفاني بوتيرو، وهو كاهن ودبلوماسي إيطالي (1540-1617)، أن «عظمة المدينة معتمدة على تعدد سكانها وقوتهم»، لكنه أشار إلى أن السكان لا يمكن أن يزدادوا بما يتجاوز إمداداتهم الغذائية. إذا اقتُرب من هذا الحد، فسيعمل كل من الزواج المتأخر والهجرة والحرب على إعادة التوازن.
لاحظ الكاتب الإنجليزي ريتشارد هاكلوت (1527-1616)، أنه «من خلال سلامنا الطويل ومرضنا النادر ... أصبحنا أكثر اكتظاظًا بالسكان من أي وقت مضى حتى الآن ... هناك آلاف الأشخاص العاطلين في هذا العالم، وليس لديهم طريقة للاستقرار في العمل، أو السبيل ليكونوا متمردين وساعين إلى التغيير في الدولة، أو على الأقل تشكيل العبء على الكومنولث». يعتقد هاكلوت أن ذلك أدى إلى الجريمة والسجن الكامل، ودعا في كتابه خطاب حول الزراعة الغربية (1584) إلى هجرة الفائض من السكان. عادت المخاوف بشأن هجرة السكان مع بداية حرب الثلاثين عامًا (1618-1648)، التي اتسمت بخراب واسع النطاق ووفيات ناجمة عن الجوع والمرض في أوروبا.

## وجهات النظر حول التخطيط السكاني

### تخفيضات معدل المواليد

#### الدعم
جادل توماس مالتوس في مقال عن مبدأ السكان لتنفيذ التخطيط السكاني في وقت مبكر من عام 1798. قال السير فرانسيس غالتون في منشوره التحسين الوراثي حوالي عام 1900: «يمكن أن يصبح الأشخاص غير المؤهلين أعداء للدولة إذا استمروا في التكاثر». ورد عن بول إيرليش في كتابه القنبلة السكانية: «يجب أن نوقف سرطان النمو السكاني، وإذا لم يحصل ذلك، فلن يكون هناك سوى حل واحد أخير، وهو حل معدل الوفيات، الذي نرفع فيه معدل الوفيات من خلال المجاعة والحرب والوباء، وما إلى ذلك».
كان غاريت هاردين مناصرًا حديثًا بارزًا للتخطيط السكاني الإلزامي، إذ اقترح في مقالته التاريخية تراجيديا المشاع عام 1968، وجوب التخلي عن «حرية التكاثر» في المجتمع من خلال «الإجبار المشترك، المتفق عليه بين الطرفين». أعاد تأكيد دعمه في وقت لاحق من عام 1972، في مقالته الجديدة «استكشاف أخلاقيات جديدة من أجل البقاء»، بالقول: «سيقودنا الإفراط في التكاثر إلى النسيان».
دافعت العديد من الشخصيات البارزة الأخرى عن التخطيط السكاني، مثل برتراند راسل، ومارغريت سانغر (1939)، وجون دي روكفلر، وفريدريك أوزبورن (1952)، وإسحاق أسيموف، وآرني نيس، وجاك كوستو. يدافع اليوم عدد من الأشخاص المؤثرين عن التخطيط السكاني، ومنهم:
- ديفيد أتينبارا[12]
- جوناثون بوريت، مفوض التنمية المستدامة في المملكة المتحدة[13]
- سارة باركين[14]
- كريسبين تيكيل[15]
- كريستيان دو دوف، حائز على جائزة نوبل[16]
- بيرني ساندرز[17]

أيد جيفري ساكس رئيس مشروع الألفية للأمم المتحدة، تقليل آثار الزيادة السكانية بشدة. ألقى جيفري ساكس عام 2007 عددًا من المحاضرات (محاضرات ريث 2007) حول التخطيط السكاني والاكتظاظ السكاني. أظهر في محاضراته بعنوان «ينفجر وينمو» نهجًا متكاملًا من شأنه أن يتعامل مع عدد من المشاكل المرتبطة بالاكتظاظ السكاني والحد من الفقر. جادل عندما انتُقد دعمه لاستخدام الناموسيات، أن بقاء الطفل على قيد الحياة «هو إلى حد بعيد أحد أقوى الطرق» لتحقيق الحد من الخصوبة، إذ من شأنه أن يقنع الأسر الفقيرة أن عدد الأطفال القليل مما لديهم، سيبقَ على قيد الحياة.

## حركة التخطيط السكاني
استفاد مؤيدو التخطيط السكاني في القرن العشرين من رؤى توماس مالتوس، رجل الدين والخبير الاقتصادي البريطاني والذي نشر كتابًا بعنوان مقالة عن مبدأ السكان في عام 1798. جادل مالتوس أن «عدد السكان غير المضبوط يتزايد بنسبة هندسية، بينما يزداد الكفاف فقط بنسبة حسابية». عرض أيضًا فكرة «الضوابط الوضعية والضوابط الوقائية». تشمل «الضوابط الوضعية» الأمراض والحروب والكوارث والمجاعات والإبادة الجماعية، وهي عوامل اعتقد مالتوس أنها قد تزيد من معدل الوفيات. شملت «الضوابط الوقائية» العوامل التي اعتقد مالتوس أنها تؤثر على معدل الولادات مثل القيود الأخلاقية والامتناع الجنسي وتحديد النسل. توقع أن «الضوابط الوضعية» المؤثرة على النمو السكاني الأسّي ستنقذ البشرية من نفسها في نهاية المطاف، كما اعتقد أن البؤس البشري كان «نتيجة لازمة مطلقة». أسهب مالتوس في شرح سبب اعتقاده بأن هذا البؤس يؤثر على الفقراء على نحو غير متناسب.
ثمة سعي مستمر لزيادة تعداد السكان الذي يضيّق بدوره على الطبقات الدنيا من المجتمع ويمنع أي تحسين ملحوظ ودائم لحالتهم ... والذي يبدو أنه الطريقة التي تخلق هذه التأثيرات. بافتراض أن سبل العيش في أي بلد تعادل الدعم اليسير لسكانه، فإن الجهود المبذولة لزيادة تعداد السكان تؤدي لزيادة عدد الناس قبل أن تزداد سبل العيش، وبالتالي فإن الطعام الذي كان متوفرًا لسبعة ملايين شخص، يجب أن يُقسّم الآن على سبعة ملايين ونصف أو ثمانية ملايين شخص. سيضطر الفقراء للعيش بحالة أسوأ بكثير، وسيتعرض الكثير منهم لضائقة شديدة.
دعا مالتوس أخيرًا إلى تثقيف الطبقة الدنيا حول استخدام «القيود الأخلاقية» أو الامتناع الجنسي الطوعي، والذي اعتقد أنه سيبطئ معدل النمو.
نشر بول إرليخ، عالم البيئة والأحياء الأمريكي كتاب القنبلة السكانية في عام 1968، داعيًا إلى سياسات تخطيط سكاني صارمة. كانت حجته الرئيسية حول التعداد السكاني كما يلي:
السرطان عبارة عن تكاثر غير منضبط للخلايا، والانفجار السكاني تكاثر غير منضبط للناس، وقد يُشعِر علاج أعراض السرطان المريض براحة أكثر في بداية الأمر، لكنه سيموت في النهاية بشكل مريع، وهذا هو المصير الذي ينتظر عالمًا يعاني من انفجار سكاني إذا ما عالجنا الأعراض فقط. علينا تحويل جهودنا من علاج الأعراض إلى التخلص من السرطان، ويبدو أن هذه العملية ستتطلب العديد من القرارات الوحشية والقاسية. قد يكون الألم شديدًا، لكن المرض متقدم جدًا حتى الآن، بحيث لا يسع المرض إلا اللجوء إلى جراحة جذرية حتى يتسنى له فرصة البقاء حيًا.
قدم إرليخ في فصله الختامي حلًا جزئيًا «لمشكلة السكان». «نحتاج إلى تنظيم ولادات إلزامي، بإضافة معقمات مؤقتة لإمدادات المياه أو الأغذية الأساسية. ستوزع الحكومة جرعات الترياق بعناية من أجل تحديد الحجم المطلوب للأسرة».
لاقت آراء إرليخ قبولًا من قبل العديد من دعاة التخطيط السكاني في الولايات المتحدة وأوروبا في ستينيات وسبعينيات القرن العشرين. أُلقي اللوم على الزيادة السكانية منذ أن طرح إرليخ فكرته في «القنبلة السكانية» على مجموعة متنوعة من القضايا، بما فيها زيادة الفقر، ومعدلات البطالة المرتفعة، والتدهور البيئي، والمجاعة، والإبادة الجماعية.
راجع إرليخ في مقابلة عام 2004، التوقعات الواردة في كتابه، ووجد أنه على الرغم من إمكانية وجود أخطاء في التواريخ المتوقعة، إلا أن تنبؤاته حول التغير المناخي والأمراض كانت صحيحة. واصل إرليخ مناصرة التخطيط السكاني وشارك في تأليف كتاب الانفجار السكاني، الذي صدر عام 1990 لزوجته آن إرليخ.
من المثير للجدل مع ذلك، مدى تعلق استقرار التعداد السكاني بتجنب المخاطر البيئية.
يجادل بيج ويلي إيغر بأن التحول في الرؤية الذي حدث في ستينيات القرن العشرين يجب أن يُفهم في سياق التغيرات الديمغرافية التي حدثت في ذلك الوقت. لم يصل عدد سكان العالم إلى مليار نسمة إلا في العقد الأول من القرن التاسع عشر. وصل العدد إلى المليار الثاني في ثلاثينيات القرن العشرين، وإلى المليار الذي بعده في ستينيات القرن العشرين. حدثت 90% من هذه الزيادة الصافية في البلدان النامية.
جادل إيغر أيضًا بأن الولايات المتحدة أدركت في ذلك الوقت، إمكانية أن تؤثر هذه التغييرات الديمغرافية بشكل كبير على الجغرافيا السياسية العالمية. شهدت الصين والمكسيك ونيجيريا زيادات كبيرة، وحذر الديمغرافيون من «انفجار سكاني»، لا سيما في البلدان النامية اعتبارًا من منتصف خمسينيات القرن العشرين فصاعدًا.
تصاعد التوتر في ثمانينيات القرن العشرين، بين دعاة التخطيط السكاني وناشطو صحة المرأة الذين قدموا حقوق المرأة الإنجابية كجزء من نهج قائم على حقوق الإنسان. أدت المعارضة المتزايدة للتركيز المحدد على التخطيط السكاني إلى تغيير كبير في سياسات التخطيط السكاني في أوائل تسعينيات القرن العشرين.

## التخطيط السكاني والاقتصاديات
تختلف الآراء بين الاقتصاديين حول آثار التغير السكاني على الصحة الاقتصادية للأمة. خلص بحث علمي أمريكي في عام 2009 إلى أن تربية الطفل تكلف حوالي 16000 دولار سنويًا (291570 دولارًا بالمجمل لتربية الطفل حتى عيد ميلاده الثامن عشر). سنحصل من مضاعفة هذا الرقم مع النمو السكاني السنوي على التكلفة الإجمالية للنمو السكاني في الولايات المتحدة. تكون التكاليف في البلدان المتقدمة الأخرى عادة ذات ترتيب مماثل من حيث الحجم.
جادل بعض الاقتصاديين مثل توماس سويل ووالتر ويليامز، بأن الفقر والمجاعة ناتجان عن الحكومات السيئة والسياسات الاقتصادية السيئة، وليس بسبب الزيادة السكانية.
جادل الخبير الاقتصادي جوليان سيمون في كتابه المورد النهائي بأن الكثافة السكانية العالية تزيد من التخصص والابتكار التكنولوجي، مما يؤدي بدوره إلى مستوى معيشة أعلى. ادعى أن البشر هم المورد النهائي لأننا نمتلك «عقول منتجة ومبتكرة تساعد في إيجاد حلول إبداعية لمشاكل الإنسان، وبالتالي تجعلنا أفضل حالًا على المدى البعيد». كما ادعى أن «جنسنا البشري أفضل حالًا بكل طريقة مادية قابلة للقياس».
زعم سايمون أنه لا توجد علاقة بين الكثافة السكانية والفقر والمجاعة، عند النظر في قائمة الدول المرتبة حسب الكثافة السكانية. اقترح بدلًا من ذلك وجود علاقة كبيرة بين الفساد الحكومي والفقر والمجاعة، إذا ما نُظر في قائمة الدول المرتبة وفقًا للفساد داخل حكوماتهم.